# Das Wunder von Wörgl
Das Wunder von Wörgl (Arbeitstitel Der Geldmacher) ist ein österreichischer Spielfilm aus dem Jahr 2018 von Urs Egger mit Karl Markovics in der Rolle des Bürgermeisters von Wörgl, Michael Unterguggenberger, und Verena Altenberger als dessen Frau Rosa. Der Film erzählt eine auf einer wahren Begebenheit basierende Geschichte im Tirol des Jahres 1932 um das „Wunder von Wörgl“. Die Premiere erfolgte am 15. November 2018 im Cineplexx Wörgl.

## Handlung
Die Weltwirtschaftskrise ist in vollem Gange. Auch die Tiroler Gemeinde Wörgl steht vor dem Bankrott. Im Gemeinderat sind Sozialdemokraten und Christlichsoziale die dominierenden Kräfte, christlichsoziale Gemeinderäte sind auch in der Uniform der Heimwehr zu sehen. Der Nationalsozialismus beginnt um sich zu greifen und durch Jugendarbeit und Propaganda Anhänger zu gewinnen.  Noch aber besteht die demokratische Republik. Der Sozialdemokrat Michael Unterguggenberger wird zum Bürgermeister gewählt. Seine Befürchtung ist, dass die wirtschaftliche Situation in einen neuen Krieg führen könnte. Es gelingt ihm, die Gemeinde durch die Einführung eines umlaufgesicherten sogenannten Schwundgeldes zu Wohlstand zu führen und die Arbeitslosigkeit durch öffentliche Baumaßnahmen und die Inbetriebnahme der stillgelegten örtlichen Cellulosefabrik deutlich zu verringern. Die Schwundgeldidee basierte auf der von Silvio Gesell entwickelten Freiwirtschaftslehre. Unterguggenberger studierte Gesells Schriften eingehend und wandte dessen Theorie höchst erfolgreich in der Praxis an. Es gelingt ihm, auch die christlichsoziale Fraktion und den örtlichen Pfarrer von seiner Idee zu überzeugen. Erst mit kirchlichem Segen beginnen die lokalen Kaufleute die so genannten Arbeitswertbestätigungen anzunehmen und ein ökonomischer Kreislauf kommt in Gang.
Das „Wunder von Wörgl“ zieht Kreise. Die Presse berichtet, Gemeinden im Umkreis interessieren sich dafür, führen zum Teil selbst das Schwundgeld ein, der Bürgermeister des oberbayrischen Bad Tölz sucht Unterguggenberger auf, um sich nach der Umsetzbarkeit in seinem Ort zu erkundigen, und selbst der französische Premierminister Daladier bekundet sein Interesse. Die Regierung und die Oesterreichische Nationalbank hingegen halten den Bürgermeister mit seinem Schwundgeld für eine Bedrohung; sie befürchten, dass er das ganze System zum Einsturz bringen könnte. Im Film spielt der Anführer der Wörgler Nationalsozialisten eine entscheidende Rolle, denn er ist der einzige Kaufmann, der die Arbeitswertbestätigungen im Gemeindeamt in Schillinge umtauscht. Dies dient dem Wiener Verwaltungsgerichtshof dann als entscheidendes Argument für einen Schuldspruch. Unterguggenberger wird also verurteilt und das Schwundgeld verboten. Im Abspann ist zu lesen, dass der bereits lungenkranke Unterguggenberger 1936 versterben wird.

## Produktion
Die Dreharbeiten fanden vom 25. September bis zum 30. Oktober 2017 statt; gedreht wurde in Wien, München, Tirol und Südtirol. Drehorte waren unter anderem Hall in Tirol, Glurns in Südtirol (Lauben und der Fleischhauerladen des NS Mannes Toni), sowie die Münchner Straße in der Bavaria Filmstadt.
Produziert wurde der Film von der Epo-Film in Koproduktion mit der FreibeuterFilm und Film-Line, beteiligt waren der Österreichische und der Bayerische Rundfunk, Arte, das Schweizer Radio und Fernsehen (SRF) und Rai Südtirol, unterstützt wurde die Produktion vom Fernsehfonds Austria, vom FilmFernsehFonds Bayern, von Cine Tirol,  vom Land Niederösterreich sowie von Creative Europe MEDIA.
Für den Ton zeichnete Thomas Szabolcs verantwortlich, für das Szenenbild Rudi Czettel, für die Kostüme Birgit Hutter und für die Maske Monika Fischer-Vorauer.

## Dokumentation
Im Anschluss an die Erstausstrahlungen des Spielfilmes zeigten die Sender die Dokumentation Der Geldmacher – Das Experiment des Michael Unterguggenberger von Thomas Reider.
Produziert wurde diese ebenfalls von der Epo-Film, beteiligt waren der Österreichische und der Bayerische Rundfunk, gefördert wurde die Produktion vom Land Tirol, vom Zukunftsfonds der Republik Österreich und vom Bundesministerium für Bildung, Wissenschaft und Forschung.

## Erstausstrahlungen
Der Spielfilm und die zugehörige Dokumentation wurden erstmals ausgestrahlt im SRF am 1. Dezember 2018, im ORF am 8. Dezember 2018 und im Bayerischen Rundfunk am 23. April 2019 sowie nur der Film vom deutsch-französischen Sender Arte am 5. Juli 2019.

## Zuschauerquote ORF
Die Erstausstrahlung im ORF verfolgten durchschnittlich 570.000 Personen; der Marktanteil betrug zwanzig Prozent. Die anschließend gezeigte Dokumentation sahen durchschnittlich 358.000 Menschen bei einem Marktanteil von 15 Prozent.

## Auszeichnungen und Nominierungen (Auswahl)
Romyverleihung 2019
- Auszeichnung in der Kategorie Bester TV-Film[13][14]

51. Fernsehpreis der Erwachsenenbildung
- Auszeichnung in der Kategorie Fernsehfilm[15][16]

Prix Europa 2019
- 2. Platz in der Kategorie Television Fiction[17][18]

Fernsehfilmfestival Baden-Baden 2019
- Nominierung für die Wettbewerbe[19][20]
- Auszeichnung mit dem Sonderpreis für herausragende schauspielerische Leistungen (Karl Markovics)[21]

Grimme-Preis 2020
- Nominierung in der Kategorie Fiktion[22]